# Volevčice (Mosti járás)
Volevčice település Csehországban, a Mosti járásban. Volevčice Výškov, Břvany, Bečov és Polerady településekkel határos. Lakosainak száma 127 fő (2024. január 1.).

## Népesség
A település lakosságának változását az alábbi diagram mutatja:
| Lakosok száma | 187  | 219  | 232  | 192  | 100  | 94   | 101  | 111  | 119  | 127  |
|               | 1869 | 1890 | 1921 | 1950 | 1980 | 2001 | 2017 | 2019 | 2022 | 2024 |